# Kristian Suleski
Kristian Suleski (* 8. Juli 1997) ist ein Schweizer Eishockeyspieler, der seit 2019 beim SC Lyss in der MySports League unter Vertrag steht.

## Karriere
Der Wurzeln in Mazedonien habende Suleski spielte seit dem Beginn seiner Karriere im Nachwuchs des EHC Biels. Dort durchlief er alle Juniorenstufen, ehe er in der Saison 2017/18 im Alter von 20 Jahren sein Debüt in der National League, der höchsten Liga der Schweiz, gab. Eine Saison davor hatte er bereits sein Debüt eine Liga tiefer für den HC Ajoie in der damaligen National League B gegeben. Nachdem er die Saison 2017/18 noch beim EHC Biel begonnen hatte, wurde er zum HC La Chaux-de-Fonds ausgeliehen.

### International
Suleski spielt seit der U16 für verschiedene Nachwuchsauswahlen der Schweizer Nationalmannschaft. 2015 nahm er an der U18-Weltmeisterschaft, stattfindend in der Schweiz, teil.

## Karrierestatistik

### International
Vertrat die Schweiz bei:
- U18-Junioren-Weltmeisterschaft 2015

(Legende zur Spielerstatistik: Sp oder GP = absolvierte Spiele; T oder G = erzielte Tore; V oder A = erzielte Assists; Pkt oder Pts = erzielte Scorerpunkte; SM oder PIM = erhaltene Strafminuten; +/− = Plus/Minus-Bilanz; PP = erzielte Überzahltore; SH = erzielte Unterzahltore; GW = erzielte Siegtore; 1 Play-downs/Relegation; Kursiv: Statistik nicht vollständig)